# Dirk Mündelein
Dirk Mündelein (* 1969 in Olsberg, Hochsauerlandkreis) ist ein deutscher Musiker (Gitarre, Sampling, Komposition), der vor allem im Bereich des Jazz und der Neuen Musik tätig ist.

## Wirken
Mündelein, der zunächst Conga in der Schulbigband spielte, wechselte mit 14 Jahren an die Gitarre. 1986 wurde er nach drei Jahren Unterricht als bester Gitarrensolist mit dem Ersten Preis beim Wettbewerb Jugend jazzt ausgezeichnet. 1988 begann er ein Gitarrestudium am Münchner Gitarren-Institut, um dann an der Hochschule für Musik und Tanz Köln mit der Bestnote abzuschließen.
Seit 1991 gehörte Mündelein neben Christoph Clöser (Saxophon) und Martin Ingenhütt (Kontrabass) zum Trio Ugly Culture, das Werke von John Cage und Karlheinz Stockhausen interpretierte und auf internationalen Festivals für Neue Musik erfolgreich auftrat. Komponisten wie Christian Wolff, Tom Johnson, Manfred Stahnke, Mari Takano, Georg Hajdu und Johannes Fritsch schrieben für das Ensemble.
Im Bereich des Jazz trat er mit Musikern wie Marlena Shaw, Joachim Ullrich und Wolfgang Braun, Céline Rudolph, Hubert Nuss, Ramesh Shotham, Peter Fulda, Holger Nell sowie Andi Maile auf. Mündelein war Teilnehmer des von Steffen Schorn und Claudio Puntin ausgerichteten SWR New Jazz-Meeting Baden-Baden 2000. Mit den Ensembles beider Musiker spielte er 2000 bei den Donaueschinger Musiktagen. Mit Schorn und Roger Hanschel bildete er im selben Jahr das Trio Triosphere, das 2004 sein Debütalbum vorstellte und den Preis der deutschen Schallplattenkritik erhielt.
Weiterhin übernahm er die musikalische Leitung der Theatermusik am Berliner Ensemble (für Produktionen von Peter Palitzsch und Volker Spengler), am Schauspiel Köln (für Hans Georg Koch und Georg Ringsgwandl), außerdem am Schauspiel Bonn. Mit der Performance-Künstlerin Cornelia Blättler realisierte er das Hörspiel „Questions“. Nach einem Duo mit der Sängerin Betty Striewe betreibt Mündelein derzeit (2016) ein Trio, das er auch um Hanschel und die Sängerin Eva Mayerhofer verstärkt.
Mündelein war als Lehrbeauftragter an der Kölner JazzHaus-Schule und an der Musikhochschule Augsburg tätig. Nach zehnjähriger Ausbildung ist er seit 1999 auch Lehrer für Okinawa Kung Fu.

## Diskographische Hinweise
- Claudio Puntin Clap You (JazzHausMusik 2004)
- Triosphere Triosphere (Jazz'n'Arts Records 2004)
- Peter Fulda 8rituals (Konnex Records 2008)
- Lost words: Obsolete (11 monad series 2013; solo)[3]
- Steffen Schorn Septet Tiefenträume (Pure Audio Records 2015)